# Estaquiosa
La estaquiosa es un tetrasacárido formado por dos unidades de α-D-galactosa, una unidad de D-glucosa y una β-D-fructosa unidas  secuencialmente como gal (α1 → 6) gal (α1 → 6) glc (α1 ↔ 2β ) fru. La estaquiosa se encuentra de manera  natural en muchos vegetales (por ejemplo, las judías verdes, habas de soja y otros granos) y plantas.
La estaquiosa es menos dulce que la sacarosa, alrededor de un 28% sobre una base de peso. Se utiliza principalmente como un edulcorante a granel o por sus propiedades funcionales de oligosacárido. La estaquiosa no es completamente digerible por los seres humanos y da 1,5 a 2,4 kcal/g (6 a 10 kJ/g)